# Бадоев, Алан Казбекович
Ала́н Казбе́кович Бадо́ев (укр. Алан Казбекович Бадоєв, осет. Бæдоаты Хъазыбеджы фырт Алан; род. 10 января 1981, Беслан, Северо-Осетинская АССР) — украинский кинорежиссёр, режиссёр видеоклипов и продюсер. Известен своей совместной работой с популярными российскими и украинскими исполнителями — съёмкой видеоклипов. Международную известность приобрёл после выхода своего первого полнометражного фильма «Оранжевая любовь» (в программе фестиваля — «Оранжлав»), который получил премию на фестивале «Киношок 2006» за лучшую режиссуру. Стал известен и узнаваем благодаря участию в первом сезоне передачи «Орёл и решка», где участвовал как ведущий вместе со своей бывшей женой Жанной в 2011 году.

## Биография

### Ранние годы
Из осетинского рода Бадоевых. Родился 10 января 1981 года в Беслане Северо-Осетинской АССР. Вырос в городе Горловке Донецкой области.  
В 1998 году поступил в Киевский институт кино и телевидения Киевского национального университета культуры и искусств.

### Карьера
Во время учёбы в институте Алан Бадоев начинает снимать документальные фильмы, которые позже были объединены в цикл «Жизнь дубль два», а также короткометражное кино: «След 2000», «Колос и стерня» и «Пять минут или Легенды убитого времени».
Заканчивая последний курс института, режиссёр начал работать в жанре музыкального видео. На этом этапе его заметил украинский продюсер Юрий Никитин. Результатом их сотрудничества стал видеоклип на песню Ирины Билык «Снег». На данный момент Алан Бадоев снял более 250 видеоклипов.
Международную известность приобрёл после выхода своего первого полнометражного фильма «Оранжлав» в 2006 году. На Каннском фестивале, где картина шла вне конкурса, европейские критики назвали её первым настоящим фильмом нового украинского кинематографа.
В 2009 году начал продюсировать «фабриканта» Макса Барских. В 2011 году продюсировал Мишу Романову (Наталью Могиленец). С 2013 года Миша является солисткой группы ВИА Гра (продюсер Константин Меладзе). В 2015 году начал продюсировать участника шоу «Хочу к Меладзе» Вячеслава Басюла.
В начале 2010 года Алан Бадоев, помимо визуализации песен для Филиппа Киркорова, группы «Винтаж», LAMA, Гайтаны, совместного трека Макса Барских и Светланы Лободы «Сердце бьётся» и др., приступил к двум масштабным проектам.
В 2018 году Алан снял клип ирано-шведскому певцу Арашу и Хелене на песню «Dooset Daram». Съемки проходили на Украине в лесу и длились около 48 часов.

### Личная жизнь
- Бывшая жена — Жанна Бадоева (род. 18 марта 1976 года), телеведущая, актриса. Прожили в браке вместе 9 лет, развелись в середине августа 2012 года[4][5].
  - приёмный сын — Борис Кураченко, родная дочь — Лолита Бадоева.

## Работы

### Телевидение
- «Орёл и решка» (1, 10-11, звёздный сезоны) — ведущий (в 1 сезоне — вместе с экс-супругой Жанной Бадоевой).
- «Хочу V ВИА Гру» — главный режиссёр проекта[6].
- «Артист» — главный режиссёр
- «Хочу к Меладзе» — главный режиссёр, продюсер
- «Пороблено в Украине» — продюсер

### Фильмография
- 2006 — «Оранжевая любовь» — режиссёр, сценарист, монтажёр
- 2012 — «Мамы» — режиссёр